# Мамай Олександр Сергійович
Олекса́ндр Сергі́йович Мама́й (12 жовтня 1978 — 11 жовтня 2023) — молодший сержант Збройних Сил України, учасник російсько-української війни, який загинув під час російського вторгнення в Україну.
Дружина- Фіногіна Ольга Євгенівна20.04.1983
Діти-Мамай Зоряна Олександрівна 10.11.2015

## Життєпис
Олександр Мамай народився 12 жовтня 1978 року в м. Краматорськ, Донецької області.
З початком російського вторгнення в Україну у 2022 року добровольцем став на захист України. Боровся проти держави-терориста у складі 125-ї окремої бригади територіальної оборони ЗСУ на посаді техніка стрілецької роти. В складі підрозділу брав участь у боях за с. Торське, Донецької області. За час служби отримав звання «молодший сержант».
12 жовтня 2022 року після ворожого танкового обстрілу по позиції в районі с. Торське, Донецької області, молодший сержант Мамай Олександр у складі евакуаційної групи відправився на позицію надати домедичну допомогу та провести евакуацію поранених. Ризикуючи своїм життям він під ворожим стрілецьким вогнем успішно провів евакуацію та врятував життя 3 побратимів.
За час своєї служби він здійснив понад 50 евакуацій поранених з поля бою надаючи їм якісну домедичну допомогу. Під час здійснення евакуацій, молодший сержант Мамай Олександр двічі отримував осколкові поранення. Побратими завжди цінували його мужність і відвагу.
11 жовтня 2023 року північніше с. Лук'янці, Харківської області захисник в складі евакуаційної групи здійснював бойове чергування на точці евакуації позицій підрозділу. Внаслідок артилерійського обстрілу по точці евакуації отримав поранення несумісні з життям.
18 жовтня 2023 року Олександра поховали з усіма військовими почестями на рідному Краматорську.

## Нагороди
За особистий внесок у відсіч збройної агресії Російської Федерації проти України, наказом № 1086 від 19 травня 2023 року отримав почесний нагрудний знак Головнокомандувача Збройних Сил України — «Золотий Хрест».
Був відзначений відзнакою Міністра оборони України — медаллю «За поранення» (легке), наказом МОУ № 547 від 10 травня 2023 року.
В лютому 2024 року відповідно до указу Президента України №135/2023  Олександру Мамаю за особисту мужність і самовідданість, виявлені у захисті державного суверенітету та територіальної цілісності України, вірність військовій присязі було посмертно відзначено державною нагородою: орденом «За мужність» III ступеня.
В травні 2024 відповідно до указу Міністра оборони України №786 від 21 травня 2024 року відзначено медаллю "Захиснику України".